# Amtsbezirk Krems
Der Amtsbezirk Krems war eine Verwaltungseinheit im Waldviertel in Niederösterreich.
Der Amtsbezirk war der Kreisbehörde in Krems an der Donau unterstellt und besorgte deren Amtsgeschäfte vor Ort. Die Zuständigkeit erstreckte sich neben der Stadt Krems auf die damaligen Gemeinden Brunn im Felde, Donaudorf, Droß, Dürnstein, Egelsee, Gneixendorf, Imbach, Landersdorf, Oberloiben, Unterloiben, Nöhagen, Priel, Rehberg, Oberrohrendorf, Unterrohrendorf, Senftenberg, Stein, Stixendorf, Stratzing, Theiß, Weinzierl und Weinzierl am Walde.
Der Amtsbezirk umfasste dabei 23 Gemeinden mit 16.959 Einwohnern (lt. Zählung von 1851).